# Браун, Милли Бобби
Милли Бобби Браун Бонджови (англ. Millie Bobby Brown Bongiovi; род. 19 февраля 2004) — британская актриса, модель и продюсер, родившаяся в Испании и выросшая в Великобритании. Наиболее известна ролью девочки по имени Одиннадцать в сериале «Очень странные дела», за которую она получила номинацию на прайм-таймовую премию «Эмми» за лучшую женскую роль второго плана в драматическом телесериале в возрасте 13 лет. Также стала самой молодой персоной в списке Time 100 и самым молодым послом доброй воли ЮНИСЕФ.

## Биография
Милли Бобби Браун родилась 19 февраля 2004 года в больнице HC International Hospital в городе Марбелья (Малага, Испания). Третья из четырёх детей английских родителей Келли и Роберта Браунов. В возрасте четырёх лет Милли вместе со своей семьёй перебралась в Борнмут, в Великобританию, а затем, спустя четыре года, переехала в Орландо (штат Флорида, США). Родилась с частичной глухотой на одно ухо, постепенно теряя слух на этом ухе в течение нескольких лет.
В 2013 году Браун дебютировала в качестве приглашённой актрисы в фантастическом драма-сериале ABC «Однажды в Стране чудес», спин-оффе телесериала «Однажды в сказке», в роли маленькой Алисы. В 2014 году сыграла главную роль в паранормальном драматическом триллере BBC America «Злоумышленники» в роли Мэдисон O’Доннелл. Затем она появилась в полицейской драме CBS «Морская полиция: Спецотдел», в ситкоме ABC «Американская семейка» и в драматическом сериале ABC «Анатомия страсти».
С 2016 года Браун играет Одиннадцатую в научно-фантастическом драма-сериале Netflix «Очень странные дела». Её роль получила признание критиков и она была номинирована на Премию Гильдии киноактёров США за лучшую женскую роль в драматическом сериале и на Премию «Эмми» за лучшую женскую роль второго плана в драматическом телесериале. Одержала победу на премии Гильдии киноактёров США за лучший актёрский состав в драматическом сериале вместе со своими коллегами и на 43-й церемонии премии «Сатурн» за лучшую роль молодого актёра или актрисы в телесериале.
В ноябре того же года появилась вместе с Birdy в видеоклипе на песню Sigma «Find Me». С того же времени снимается в рекламных роликах компании Citigroup. В январе 2017 года дебютировала в агентстве Calvin Klein. Спустя месяц подписала контракт с модельным агентством IMG Models. Летом 2018 года снялась в рекламе итальянского бренда Moncler.
В 2019 году Милли Браун дебютировала в кино, снявшись в фильме «Годзилла: Король монстров». Также она повторила свою роль в фильме «Годзилла против Конга», релиз которого состоялся в прокате 24 марта 2021 года.
В январе 2018 года Браун была выбрана на главную роль и на продюсирование адаптации романа «Загадки Энолы Холмс», а также предоставила озвучку в проекте Даррена Аронофски «Сферы: Песни пространства-времени».
20 апреля 2018 года Браун стала самой молодой персоной, когда-либо включённой в список самых влиятельных людей мира по версии журнала Time.
21 ноября 2018 года стала Послом Доброй воли ЮНИСЕФ. В том же месяце EA Games объявила, что Браун сотрудничает с программистами The Sims 4 в рамках проекта Sims 4 Positivity Challenge. Была признана журналом Time одним из самых влиятельных подростков 2017 и 2018 годов. Также The Hollywood Reporter назвал Браун в числе тридцати лучших звёзд Голливуда в возрасте до восемнадцати лет.
В марте 2019 года было объявлено, что Браун сыграет главную роль Сьюзи в экранизации романа Али Бенджамина «Кое-что о медузах». В то же время она стала главным послом УЕФА в рамках кампании «#WePlayStrong». Совсем недавно заключила сделку с Netflix.
28 июля 2020 года было объявлено, что она сыграет главную роль, а также спродюсирует через свою PCMA Productions фильм-интригу под названием «Девушки, которыми я был». Браун также сыграет главную роль и будет исполнительным продюсером фантастического фильма «Дама» для Netflix под руководством испанского режиссёра Хуана Карлоса Фреснадильо по сценарию Дэна Мазо. В декабре 2020 года было объявлено, что братья Руссо снимут экранизацию графического романа Саймона Столенхага «Электрическое государство» для Universal Pictures с Браун в главной роли. В декабре того же года стало известно, что Netflix предложил ей первую сделку, в которую входило несколько проектов. 13 мая 2021 года было объявлено, что она снова сыграет Энолу Холмс в сиквеле «Энола Холмс 2».

## Личная жизнь
Периодически проживает в Лондоне, в Лос-Анджелесе, Калифорния и в Атланте, Джорджия. Она и её коллега по съёмкам Ноа Шнапп были лучшими друзьями с тех пор, как снялись в сериале Netflix «Очень странные дела».
С 2021 года состоит в отношениях с Джейком Бонджови, сыном рок-музыканта Джона Бон Джови. В апреле 2023 года актриса сообщила о помолвке, церемония бракосочетания состоялась в мае 2024 года.

## Бизнес
В 2019 году Браун запустила линию косметических продуктов Florence by Mills.

## Фильмография

### Фильмы
| Год  | Название                          | Роль            | Примечание                            |
| ---- | --------------------------------- | --------------- | ------------------------------------- |
| 2018 | Сферы: Песни пространства-времени | Рассказчик      | Озвучка; сегмент: «Хор космоса»       |
| 2019 | Годзилла 2: Король монстров       | Мэдисон Расселл |                                       |
| 2020 | Энола Холмс                       | Энола Холмс     | Главная роль, продюсер                |
| 2021 | Годзилла против Конга             | Мэдисон Расселл |                                       |
| 2022 | Энола Холмс 2                     | Энола Холмс     | Главная роль, продюсер                |
| 2024 | Дева и дракон                     | Принцесса Элоди | Главная роль, исполнительный продюсер |
| 2025 | Электрический штат                | Мишель          | Главная роль                          |

### Телевидение
| Год        | Название                                        | Роль              | Примечание                      |
| ---------- | ----------------------------------------------- | ----------------- | ------------------------------- |
| 2013       | Однажды в Стране чудес                          | Молодая Алиса     | 2 эпизода                       |
| 2014       | Злоумышленники                                  | Мэдисон O’Доннел  | Кастинг                         |
| 2014       | Морская полиция: Спецотдел                      | Рейчел Барнз      | Эпизод: «Родительский контроль» |
| 2015       | Американская семейка                            | Лиззи             | Эпизод: «Шкаф? Вам понравится!» |
| 2015       | Анатомия страсти                                | Руби              | Эпизод: «Я вращаю Землю»        |
| 2016—н. в. | Очень странные дела                             | Одиннадцать       | Главная роль                    |
| 2020       | Волшебный рождественский спецвыпуск Мэрайи Кэри | В роли самой себя | Специальный телевыпуск          |

### Музыкальные видео
| Год  | Название                                                          | Исполнитель                   | Роль                     | Источник             |
| ---- | ----------------------------------------------------------------- | ----------------------------- | ------------------------ | -------------------- |
| 2016 | «Find Me»                                                         | Sigma при участии Birdy       |                          | [ 53 ]               |
| 2017 | «I Dare You»                                                      | The xx                        |                          | [ 54 ]               |
| 2018 | «Girls Like You» (Original, Volume 2 and Vertical Video versions) | Maroon 5 при участии Карди Би | Играет саму себя (камео) | [ 55 ] [ 56 ] [ 57 ] |
| 2018 | «In My Feelings»                                                  | Дрейк                         | Играет саму себя (камео) | [ 58 ]               |
| 2019 | «Happy Anniversary, All I Want for Christmas Is You!»             | Мэрайя Кэри                   | Играет саму себя (камео) | [ 59 ]               |

### Видеоигры
| Год  | Название   | Роль      | Примечания                                      | Источники |
| ---- | ---------- | --------- | ----------------------------------------------- | --------- |
| 2018 | The Sims 4 | Сама себя | Бесплатно загружаемый персонаж в рамках события | [ 60 ]    |

## Награды и номинации
| Награда                        | Год  | Категория                                                     | Название работы             | Результат | Источник |
| ------------------------------ | ---- | ------------------------------------------------------------- | --------------------------- | --------- | -------- |
| Эмми                           | 2017 | Лучшая женская роль второго плана в драматическом телесериале | Очень странные дела         | Номинация | [ 61 ]   |
| Эмми                           | 2018 | Лучшая женская роль второго плана в драматическом телесериале | Очень странные дела         | Номинация | [ 62 ]   |
| Премия Гильдии киноактёров США | 2017 | Лучшая женская роль в драматическом телесериале               | Очень странные дела         | Номинация | [ 63 ]   |
| Премия Гильдии киноактёров США | 2017 | Лучший актёрский состав в драматическом телесериале           | Очень странные дела         | Победа    | [ 63 ]   |
| Премия Гильдии киноактёров США | 2018 | Лучшая женская роль в драматическом телесериале               | Очень странные дела         | Номинация | [ 64 ]   |
| Премия Гильдии киноактёров США | 2018 | Лучший актёрский состав в драматическом телесериале           | Очень странные дела         | Номинация | [ 64 ]   |
| Премия Гильдии киноактёров США | 2020 | Лучший актёрский состав в драматическом телесериале           | Очень странные дела         | Номинация | [ 65 ]   |
| Сатурн                         | 2017 | Лучшая роль молодого актёра или актрисы в телесериале         | Очень странные дела         | Победа    | [ 19 ]   |
| Сатурн                         | 2018 | Лучшая роль молодого актёра или актрисы в телесериале         | Очень странные дела         | Номинация | [ 66 ]   |
| Сатурн                         | 2019 | Лучший молодой актёр или актриса                              | Годзилла 2: Король монстров | Победа    | [ 67 ]   |
| MTV Movie & TV Awards          | 2017 | Лучший киногерой                                              | Очень странные дела         | Номинация | [ 68 ]   |
| MTV Movie & TV Awards          | 2017 | Лучший актёр или актриса на телевидении                       | Очень странные дела         | Победа    | [ 68 ]   |
| MTV Movie & TV Awards          | 2018 | Лучший поцелуй                                                | Очень странные дела         | Номинация | [ 69 ]   |
| MTV Movie & TV Awards          | 2018 | Лучший актёр или актриса на телевидении                       | Очень странные дела         | Победа    | [ 69 ]   |